# Kamchatka (película)
Kamchatka es una película argentina-española dramática de 2002 dirigida por Marcelo Piñeyro y protagonizada por Ricardo Darín, Cecilia Roth, Tomás Fonzi, Matías del Pozo y Milton de la Canal. El guion fue escrito por Piñeyro y Marcelo Figueras, quien luego adaptó el guion a una novela del mismo nombre. Fue estrenada el 17 de octubre de 2002 y fue seleccionada para representar a la Argentina en los Premios Oscar 2002 en la categoría Película en Lengua Extranjera, aunque no fue elegida por la Academia estadounidense para integrar la selección final.

## Sinopsis
La historia sucede durante la última dictadura cívico-militar (1976-1983). Ante las desapariciones y asesinatos cometidos por ésta, una familia encabezada por un abogado (Darín) y una química (Roth) vinculados con la resistencia a la dictadura cambia sus nombres y decide recluirse en una finca alejada de la ciudad.
Los sucesos están vistos desde los ojos de Harry (Matías del Pozo), el hijo mayor de 10 años, que recibe todo lo que está sucediendo mediante códigos que comparte con sus padres. Estos utilizan como símbolos los gustos en común de la familia para dar a entender los cambios que van surgiendo en ella, como el TEG, la serie de TV Los invasores y los trucos del escapista Houdini.

## Reparto
- Ricardo Darín como Papá/"David Vicente"
- Cecilia Roth como Mamá
- Matías del Pozo como Harry
- Milton de la Canal como El enano/Simón
- Héctor Alterio como Abuelo
- Fernanda Mistral como Abuela
- Tomás Fonzi como Lucas
- Mónica Scapparone como Mamá de Bertuccio
- Evelyn Domínguez como Niña Morena
- Leticia Brédice como Maestra
- Nicolás Cantafio como Bertuccio
- Gabriel Galíndez como Oficial del Puesto Militar
- María Socas como Amiga de Mamá
- Juan Carrasco como Sacerdote
- Demián Bugallo como Compañero de Escuela
- Oscar Ferrigno hijo como Padre Juan
- Alberto Silva como Hombre en el Tren
- Claudio Zarate
- Juan José Nazario Montañana

## Marketing
Patagonik invirtió 660.000 pesos argentinos en la publicidad de la película. En 4 canales de televisión abierta, durante la tanda comercial, se emitió un spot de televisión con un duración de 110 segundos de la película para su promoción.

## Taquilla
La película recaudó un total de 602.000 dólares ($1,945,368 pesos argentinos) mientras que mundialmente tuvo una recaudación de 2.8 millones de dólares. Fue vista por 372.000 espectadores y fue el segundo filme más visto del año.
En su primera semana, consiguió 44.000 espectadores en 48 salas posicionándose en tercer puesto. Aunque en su segundo fin de semana tuvo una caída de 12% (38.000 entradas vendidas) y cayó al cuarto puesto, en su tercer fin de semana hubo un aumento de 30% en la taquilla de la película gracias al anuncio de que quedó preseleccionada al premio Oscar a Mejor película extranjera. 
Aun con su éxito moderado, el resultado fue un tanto decepcionante para el estudio, debido a que Patagonik esperaba conseguir entre 500.000 y 600.000 espectadores.

## Home Video
AVH San Luis fue la editora encargada de estrenar la película en VHS y DVD. El 23 de marzo de 2003 empezó a venderse en kioscos y tiendas físicas. El DVD presenta como características especiales audio español 5.1, subtítulos en portugués e inglés, pantalla widerscreen y región 4. Como extras tiene el tráiler del cine, Making of, Sinopsis de la película, Escenas eliminadas, Biografías y Críticas.

## Premios
- Seleccionada para representar a Argentina en los Oscar.[4]
- Tercer premio coral del XXV Festival del Nuevo Cine Latinoamericano de La Habana.[5]